# Anna Kramarczyk
Anna Kramarczyk (ur. 8 marca 1950 w Gryfowie Śląskim) – polska aktorka teatru lalek oraz pedagog, od roku 1976 związana z Wrocławskim Teatrem Lalek. Profesor na Wydziale Lalkarskim Akademii Sztuk Teatralnych im. Stanisława Wyspiańskiego w Krakowie, filia we Wrocławiu.

## Życiorys
Ukończyła studia na Wydziale Lalkarskim wrocławskiej filii Państwowej Wyższej Szkoły Teatralnej im. Ludwika Solskiego w Krakowie (1976). Jeszcze przed rozpoczęciem studiów występowała w Teatrze Misterium, grając w adaptacji Bram raju J. Andrzejewskiego oraz w Studenckim Teatrze Kalambur.
Od roku 1976 pracuje we Wrocławskim Teatrze Lalek. Zadebiutowała w przedstawieniu O krasnoludkach i sierotce Marysi M. Konopnickiej w reżyserii S. Stapfa. Grała następnie w wielu spektaklach dla dzieci, m.in. w Królowej Śniegu (1977), Iliadzie (1979), Baśni o pięknej Parysadzie (1981), Porwaniu w Tiutiurlistanie (1989), Historii o Ptaku Cis (1993), Prometeuszu (1998), Czarodziejskim krzesiwie (1999), Baśni o biednym Jasiu (2000). Spektakle te pokazywano na festiwalach w Polsce, a także w Japonii, Rosji, Niemczech, Belgii, Czechach i na Litwie. Za rolę w przedstawieniu Dokąd pędzisz, koniku? otrzymała Nagrodę Aktorską na VI Biennale Sztuki dla Dziecka IX Przeglądu Teatrów dla Dzieci w Poznaniu w roku 1984. W 1989 r. przyznano jej wrocławską nagrodę „Złota Pacynka”, a w roku 2005 zwyciężyła w plebiscycie popularności organizowanym przez Wrocławskie Centrum Twórczości Dziecka i „Gazetę Wyborczą”.
Brała również udział w spektaklach Sceny dla Dorosłych WTL: Gyubal Wahazar S.I. Witkiewicza (1987) oraz Faust J.W. Goethego (1989). Przedstawienia te, reżyserowane przez Wiesława Hejnę ze scenografią Jadwigi Mydlarskiej-Kowal prezentowano i nagradzano na licznych polskich i zagranicznych festiwalach (m.in. w Niemczech, Szwajcarii, Danii, Włoszech, Chorwacji oraz Kanadzie).
Przygotowała trzy monodramy, które spotkały się z uznaniem krytyki teatralnej. W roku 2002 powstała Calineczka według H.Ch. Andersena w reż. W. Hejny, nagrodzona na II Festiwalu Teatrów Lalek „Katowice – Dzieciom” (2003) i na 43. Międzynarodowych Wrocławskich Spotkaniach Teatrów Jednego Aktora (2009). Następnie zagrała w 2006 r. sztukę E. Brylla Słowik w reżyserii A. Maksymiaka. Zdobyła za nią nagrody na 40. Międzynarodowych Wrocławskich Spotkaniach Teatrów Jednego Aktora (2006), XIX MFT „Walizka” (Łomża 2006), 23. Ogólnopolskim Festiwalu Teatrów Lalek w Opolu (2006) oraz na V Międzynarodowym Festiwalu Solistów Lalkarzy w Łodzi (2007). W roku 2014 odbyła się premiera opartego na wykorzystaniu technik multimedialnych monodramu Plama według scenariusza i w reżyserii M. Majewskiej, za który otrzymała nagrodę na 48. edycji Wrostja (2014).
Wystąpiła w kilku rolach filmowych i telewizyjnych, m.in. w filmie Komornik (2005) w reż. F. Falka, serialach telewizyjnych: Biuro kryminalne, Tango z aniołem, Licencja na wychowanie, Pierwsza miłość. Użyczyła swojego głosu w dubbingach filmów: Terra, Pana Magorium cudowne emporium, Sklep dla samobójców, seriali animowanych: Opowieści biblijne, Kropelka – przygody z wodą, Sekretny świat misia Beniamina, Łowcy smoków oraz gier komputerowych. Zagrała także w filmie J.J. Kolskiego Wariaci (2023) oraz serialach Krejzi Patrol, Uroczysko (2024).
W latach 1992–2008 prowadziła wspólnie z Krzysztofem Grębskim prywatny lalkowy teatr edukacyjny „Kram”.
Od roku 1977 zajmuje się również pracą pedagogiczną w Akademii Sztuk Teatralnych im. Stanisława Wyspiańskiego w Krakowie (filia we Wrocławiu). Ukończyła dodatkowo Podyplomowe Studia Logopedyczne na Uniwersytecie Wrocławskim (1996), a także Polsko-Amerykańskie Studium Komunikacji Społecznej przy Politechnice Wrocławskiej (2000). W latach 2002–2008 przez dwie kadencje sprawowała funkcję prodziekana, a w latach 2008–2012 była dziekanem Wydziału Lalkarskiego PWST. W roku 2014 otrzymała tytuł profesora sztuk teatralnych.
Została wyróżniona odznaczeniem „Zasłużony Działacz Kultury” (1986). Przyznano jej także Brązowy (1989), Srebrny (2005) oraz Złoty Krzyż Zasługi (2016).
W roku 2022 została uhonorowana medalem „Merito de Wratislavia – Zasłużony dla Wrocławia” za osiągnięcia artystyczne. W roku 2024 Towarzystwo Miłośników Wrocławia przyznało jej Diament Wrocławia z okazji Dnia Teatru.

## Wybrane role teatralne
- M. Konopnicka, O krasnoludkach i sierotce Marysi, reż. S. Stapf, rola: Krasnoludek, Wrocławski Teatr Lalek, 1976
- J. Szwarc (wg H. Ch. Andersena), Królowa śniegu, rola: Królowa śniegu, reż. W. Wieczorkiewicz, rola: Królowa śniegu, Wrocławski Teatr Lalek, 1977
- Homer, Iliada, reż. K. Braun, Wrocławski Teatr Lalek, 1979
- B. Leśmian, Baśń o pięknej Parysadzie, reż. E. Dobraczyński, rola: Księżniczka Parysada, Wrocławski Teatr Lalek, 1981
- R. Moskova, Dokąd pędzisz, koniku?, reż. W. Wieczorkiewicz, rola: Jarmarczna Szkapa, Wrocławski Teatr Lalek, 1983
- O. Preussler, Malutka czarownica, reż. A. Proszkowska, rola: Czarownica, Wrocławski Teatr Lalek, 1985
- S.I. Witkiewicz, Gyubal Wahazar, reż. W. Hejno, role: Baba, Ojciec Pungenty, Wrocławski Teatr Lalek, 1986
- J.W. Goethe, Faust, reż. W. Hejno, role: Koczkodan, Bieda, Lemur, Wrocławski Teatr Lalek, 1989
- W. Żukrowski, Porwanie w Tiutiurlistanie, reż. B. Nauka, rola: Cyganka, Wrocławski Teatr Lalek, 1989
- B. Svanton, I. Borde-Klein, Księżniczka i klown, reż. A. Maksymiak, rola: Klown, Wrocławski Teatr Lalek, 1991
- J. Kulmowa, Historia o ptaku Cis, reż. A. Maksymiak, rola: Doremus, Wrocławski Teatr Lalek, 1993
- K. Makuszyński, Krawiec Niteczka, reż. W. Hejno, rola: Cyganka, Wrocławski Teatr Lalek, 1994
- R. Bloss, K. Kopka, Jadwiga ze Śląska, reż. W. Hejno, rola: Wisielec, Wrocławski Teatr Lalek, 1996
- D. Müller, Prometeusz, reż. W. Hejno, rola: Pandora, Wrocławski Teatr Lalek, 1998
- J. Bielunas (wg H. Ch. Andersena), Czarodziejskie krzesiwo, reż. J. Bielunas, rola: Karczmarka, Wrocławski Teatr Lalek, 1999
- K. Dworakowski, B. Pejcz, Baśń o biednym Jasiu, reż. B. Pejcz, rola: Lwica, Wrocławski Teatr Lalek, 2000
- A. Zaskórska (wg H. Ch. Andersena), Calineczka, reż. W. Hejno, monodram, Wrocławski Teatr Lalek, 2002
- E. Bryll, Słowik, reż. A. Maksymiak, monodram, Wrocławski Teatr Lalek, 2006
- M. Majewska, Plama, reż. M. Majewska, monodram, Wrocławski Teatr Lalek, 2014
- T. Man, Zostań moim przyjacielem, reż. K. Grębski, Wrocławski Teatr Lalek, 2017

## Polski dubbing

### Filmy
- Terra, 2007
- Pana Magorium cudowne emporium, 2007
- Sklep dla samobójców, 2013

### Seriale
- Opowieści biblijne (pierwsza wersja), 1988-2005
- Kropelka – przygody z wodą, 2002
- Sekretny świat misia Beniamina, 2003-2006
- Łowcy smoków, 2004

### Gry
- Gabi poznaje świat, 2002
- Komputerowa Gratka / Papatka z Tęczowej Polanki, 2003-2012